# فیلیپو دامیان
فیلیپو دامیان (انگلیسی: Filippo Damian؛ زادهٔ ۲۱ آوریل ۱۹۹۶) بازیکن فوتبال است.
از باشگاه‌هایی که در آن بازی کرده‌است می‌توان به باشگاه فوتبال کیه‌وو ورونا و باشگاه فوتبال کومو اشاره کرد.